# Капетанова кула
Капетанова кула, или Бихаћка кула, представља дио некадашње тврђаве у Бихаћу. 
Налази се у доњем дијелу града, на лијевој обали ријеке Уне. Оно што чини специфичност овог града-тврђаве у односу на друге градове у Босни и Херцеговини у османском периоду јесте сачувана урбана структура унутар градских бедема из претходног периода.

## Историја
Премда спада међу најстарије бихаћке грађевине није познато вријеме градње Капетанове куле. На основу расположивих историјских карата града и околине, могуће је утврдити да је саграђена прије 1697. године.
Један дио историчара сматра да је Кула грађена око 1205. године и да је била једна од четири бихаћке куле. Према народном предању у кули је боравио угарски краљ Бела IV бјежећи испред татарских коњаника.
Османска војска заузима град у јуну 1592. године. Од тада, током сљедећа три вијека, Бихаћ постаје важно утврђење Османског царства на крајњем западу и служи као полазна тачка за османске упаде и константне притиске на границе Хрватске. По анонимном извјештају из 1785. на Бихаћком граду било је 28 великих топова, а посада је бројила 700 војника.
Доласком Аустроугарске, кула је претворена у тамницу. Бихаћки град је порушен 1890. и 1891. године. Задњи бихаћки диздар био је Мухарем-ага Делић. Од тада па дуго година касније када је Бихаћ потпуно изашао из својих бедема Капетанова кула служила је искључиво као затвор. Том приликом су на објекту извршени одређени грађевински захвати који су нарушили њен изглед. Ово се прије свега односи на доградњу одређених садржаја у ентеријеру објекта, као и повећање прозорских отвора. Капетанова кула је све до 1959. године служила као Окружни затвор.

## Опис
Бихаћка тврђава имала је двоструке зидове од којих је спољни висине од око 4 метра, а унутрашњи 7,5 метара са четири куле: Дунђерска, Забија, Капетанова и Канли кула и 9 табија: Бендбаша, Ичхизар, Велика капија, Велика табија, Џибагића, Зеленград, Бијела, Ханданагића, Мухсиновића.
Капетанова кула припада типу фортификационих објеката квадратне основе завршених стрмим четворострешним кровом. Кула представља саставни дио историјске цјелине старог града Бихаћа коју уз кулу сачињавају: остаци фортификационог система (са јужне и источне стране куле), остаци старог воденог канала, црква Светог Анте Падовског, турбе и мјесто и остаци старог Конака.
Кула има четири надземне етаже — приземље и три спрата. Објекат нема подрума. На свакој од етажа налази се степениште и по једна просторија.
Приземље куле има димензије 10×10,05 метара. Улаз у објекат се налази са  источне  стране и има ширину око 1,20 метара. Дебљина зидова у овом дијелу износи 1,50 метара. Прозорских отвора у овом дијелу објекта нема. Горњи спратови су донекле мањих димензија и мањих дебљина зидова.
Кула је зидана од блокова камена кречњака. На фасадама се уочава неколико варијетета ове врсте камена, са наглашеним спојницама у продужно цементном малтеру. У средњем дијелу куле уочава се појас зидан бихацитом.
Прозорски отвори су распоређени у горњој зони објекта и углавном су квадратичног облика. У доњем дијелу западне фасаде налази се плоча са рељефом на коме је приказан пеликан.
Цијели објекат покривен је шаторастом дрвеном кровном конструкцијом са битуменизованом шиндром као кровним покривачем.